# Persisk Wikipedia
Persisk Wikipedia (persisk: ویکی‌پدیا، دانشنامهٔ آزاد, tr. Vikipediā, Dānešnāme-ye Āzād ; dansk: den farsisprogede Wikipedia) er den farsisprogede  version af det verdensomspændende encyklopædi-projekt Wikipedia. Den farsisprogede wikipedia blev lanceret 19. december 2003. Den farsisprogede udgave af Wikipedia passerede 1.000 artikler den 16. december 2004 og 200.000 artikler 10. juli 2012. I november 2016 er den farsisprogede wikipedia den 18. største udgave af Wikipedia.
Pr. torsdag den 27. marts 2025 har  Wikipedia 1.033.738 artikler, 4.723 aktive bidragydere og 35 administratorer.